# Luizão Oliveira
Luiz Gustavo Oliveira da Silva (ur. 8 marca 2002 roku w São Paulo) – brazylijski piłkarz grający na pozycji środkowego obrońcy  w West Ham United U21.

## Kariera

### Młodość i początki kariery
Urodzony 8 marca 2002 roku w São Paulo, Luizão rozpoczął swoją karierę w akademii São Paulo FC, gdzie trenował w latach 2017–2022. W pierwszym zespole zadebiutował 5 maja 2022 roku w meczu Copa Sudamericana przeciwko Evertonowi. W barwach "Trójkolorowych" rozegrał łącznie 14 spotkań, zdobywając jedną bramkę.

### Transfer do West Ham United
18 grudnia 2022 roku ogłoszono, że Luizão dołączy do angielskiego klubu West Ham United na początku stycznia 2023 roku. Pomimo regularnych występów w drużynie U21, nie zadebiutował w pierwszym zespole "Młotów".

### Wypożyczenie do Pogoni Szczecin
21 lutego 2025 roku Luizão został wypożyczony do Pogoni Szczecin do końca sezonu 2024/2025. Transfer miał na celu wzmocnienie defensywy zespołu oraz umożliwienie zawodnikowi zdobycia doświadczenia w pierwszej drużynie. W Pogoni zadebiutował w meczu rezerw, a następnie został włączony do kadry pierwszego zespołu. W barwach pierwszej drużyny zadebiutował w meczu 10 maja 2025 roku, w meczu z Radomiakiem Radom. W sezonie 2024/2025, rozegrał 4 spotkania.